# Hilara hyposeta
Hilara hyposeta är en tvåvingeart som beskrevs av Straka 1976. Hilara hyposeta ingår i släktet Hilara och familjen dansflugor. Arten har ej påträffats i Sverige. Inga underarter finns listade i Catalogue of Life.